# Literatura sangam
La literatura sangam correspon als textos escrits durant el període sangam, entre els segles iii aC i III. La majoria es tracta de poemes en tàmil sobre aspectes de la vida quotidiana, l'amor i la guerra, amb una presència cabdal del paisatge. Van ser transcrits sobre fulles de palma i fins a la modernitat no es van traslladar a altres suports.

## Classificació
Els poemes es poden dividir en diversos grups segons el criteri de classificació emprat. La tradició autòctona els divideix, ja des del segle x, en poemes majors i menors, essent els primers les divuit peces més antigues (deu idil·lis i vuit antologies poètiques) i els segons antologies més tardanes o recreacions modernes dels temes tradicionals. Una altra divisió té en compte el seu caràcter agam o subjectiu, que tracta les relacions humanes, i el tema puṟam, que es refereix a cançons sobre la vida en societat, la guerra o els principis morals. Com que el terme "sangam" significa "consell" o "acadèmia", de vegades s'han dividit els textos segons els seus comentaristes. Per acabar, es pot classificar el corpus segons el seu tema principal.

## Els poemes de natura
Els idil·lis sangam (pattuppāṭṭu) acostumen a tenir la mateixa estructura. Un poeta que ha estat patrocinat per un mecenes recomana el seu senyor a un company d'ofici. Per arribar a casa del seu nou patró, haurà de travessar diversos indrets de gran bellesa, que el poeta descriu amb admiració. Poden aparèixer déus que lloen les seves creacions i el protagonisme el tenen el vent i les flors com a símbols de vida.
Els altres poemes que parlen de la natura se centren en les emocions que pot provocar un paisatge bell. Solen utilitzar un metre anomenat akaval, en el qual la rima es barreja amb les al·literacions internes per crear efectes de musicalitat. El punt de vista subjectiu exalta l'amor com el sentiment més bell i complex.
Cada paisatge té associats un trets diferencials que el converteixen en un tòpic literari imitat per la tradició posterior. Així, les muntanyes es descriuen en hivern i narren trobades d'amants o el seu record, amb descripcions de la nit o la boira que amaguen la parella i els animals que en són testimonis. El bosc s'associa a poemes de veu femenina, on la protagonista es lamenta de la seva solitud als rius, cérvols i arbres que l'envolten. Les planes es lliguen amb la fugida del món civilitzat, en una ambientació de primavera en la qual l'autor abans de l'albada s'apropa a un estany per cantar. La costa es relaciona amb una separació llarga de la persona estimada, que lamenta la veu poètica mirant les onades mentre es pon el sol. El desert simbolitza el viatge i el perill i els animals salvatges adquireixen un caràcter sobrenatural.

## Textos heroics
Els textos heroics narren les proeses de membres de tres dinasties: txera, Chola i pandya. Els personatges, nobles o més sovint els reis, viuen aventures o guanyen batalles on demostren el seu valor. Abunda la hipèrbole i el to elegíac per lloar aquells avantpassats que ja no hi són però que van actuar com a herois o models dels governants actuals. Es justifica el poder del monarca, que ha de ser generós amb els seus súbdits, i s'explica la conveniència de determinades institucions, com les castes socials o la castedat de les dones, ja que ambdues contribueixen a la puresa. Les descripcions de llocs i objectes són força realistes i les gestes heroiques han servit de font històrica.
A diferència dels poemes d'amor, els textos heroics no contenen solament monòlegs poètics sinó que alternen la veu dels protagonistes, que expressen emocions o opinions, amb descripcions dels fets, que poden aparèixer en primera o en tercera persona. Aquesta alternança fa que tinguin un caràcter més narratiu tot i que predomini el lirisme comú a tota la poesia sangam. Poden incloure passatges autònoms més reflexius, sobre temes com el tempus fugit o la cobdícia com a causa de guerres. Les escenes de batalles es descriuen amb gran dramatisme, fent èmfasi en les baixes i el dolor, encara que es lloï la valentia dels seus participants.

## Amors impossibles
Molts poemes sangam narren amors contrariats entre un heroi i una dama idealitzada. A partir d'una trobada casual, sorgeix l'amor entre la parella, però aquest no és ben vist pels companys i amics dels dos costats, que intenten posar traves als seus encontres i no reaccionen als laments dels enamorats. Alguna amiga de la noia constitueix l'excepció i ajuda la parella a trobar-se, fins que s'amenaça amb fer pública la relació. Davant aquest contratemps o bé la noia és tancada a casa i emmalalteix d'amor o bé es planeja una fugida junts. En ambdós casos es produeix un casament que, lluny de ser el final feliç, inaugura un nou període de patiment perquè ell ha de marxar per aconseguir diners o perseguir aventures (i llavors la seva dona es queda sola patint) o bé apareix una tercera persona que allunya el marit temporalment de la seva esposa, la qual compon cançons d'amargor on expressa la seva gelosia i la injustícia de la seva situació. L'espera d'ella constitueix un motiu principal i pot desembocar en el retorn i retrobament final o no (i llavors el final tràgic exalta el to melangiós i els perills de l'amor).
Els textos d'aquest grup formen sèries, de forma que cada poema se centra en un dels episodis de la història general. En algunes sèries pot mancar algun episodi, perquè el marc era conegut pel públic i es podien escriure poemes autònoms que s'aprofitaven de les inferències de context de l'audiència. Així per exemple, es podia narrar només la fugida dels amants amb al·lusions als delators o centrar-se en el neguit d'ella sense que calgués explicitar que esperava el seu marit absent. Es podien inserir poemes morals sobre la conveniència o inconveniència d'algunes relacions amoroses, il·lustrades amb casos particulars. La pèrdua de la virginitat de l'heroïna es viu com una tragèdia fins que el matrimoni restaura el seu honor però mai no s'esmenta de forma directa, sinó que es fa ús de les metàfores culturalment més esteses.

## Llengua poètica
El tàmil antic usat en la poesia sangam permet un ordre de mots bastant lliure i una relaxació de marques gramaticals com el cas. Això provoca que de vegades els versos es concebin com una enumeració de paraules evocadores, de les quals prima més la musicalitat i el sentit connotatius que la literalitat, fet que dificulta la interpretació de molts textos. Els referents que causen la progressió temàtica s'anuncien al principi del poema i després s'ometen però s'han de tenir en compte per comprendre les oracions subordinades o epítets que apareixen aparentment sense causa. El metre està format per alternança de síl·labes llargues i breus i figures fonètiques internes. L'estrofa majoritària és un quartet menys la darrera de cada obra, que sol contenir només tres versos.
L'abundància de comentaris de diferents èpoques enriqueix el corpus sangam originari, ja que no solament aclareixen el significat de cada obra i els recursos que l'autor han utilitzat, sinó que sovint incorporen reflexions del comentarista (a vegades també sota la forma poètica) sobre el tema o la seva època.